# Anthien
Anthien is een gemeente in het Franse departement Nièvre (regio Bourgogne-Franche-Comté). De plaats maakt deel uit van het arrondissement Clamecy. Anthien telde op 1 januari 2022 168 inwoners.

## Geografie
De oppervlakte van Anthien bedroeg op 1 januari 2022 19,68 vierkante kilometer; de bevolkingsdichtheid was toen 8,5 inwoners per km².

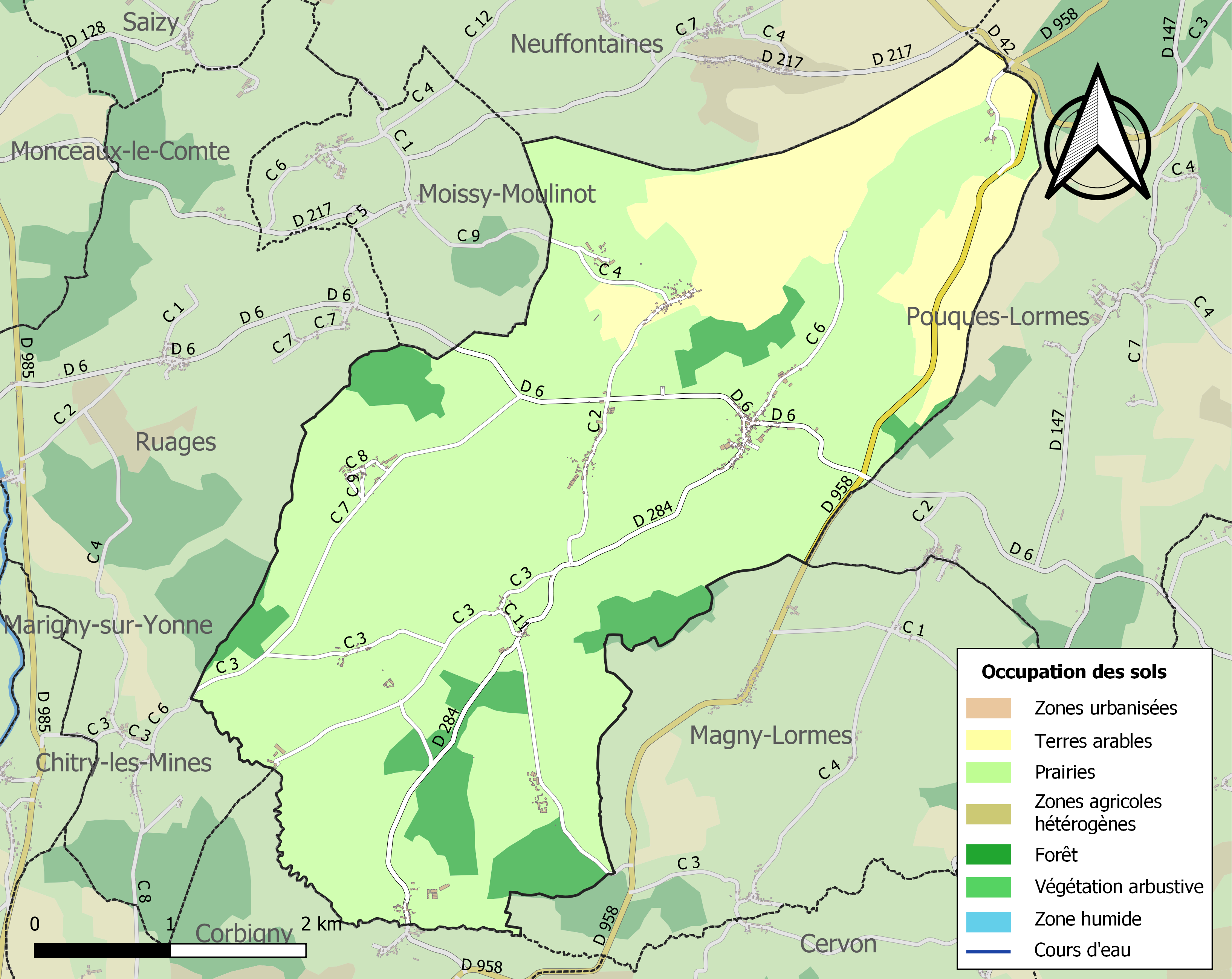
Kaart van de gemeente met de belangrijkste infrastructuur, bodemgebruik en omliggende gemeenten

## Demografie
Onderstaande figuur toont het verloop van het inwonertal (bron: INSEE-tellingen).